# YouGov
YouGov là một công ty phân tích dữ liệu và nghiên cứu thị trường dựa trên Internet quốc tế, có trụ sở tại Anh, với các hoạt động ở châu Âu, Bắc Mỹ, Trung Đông và châu Á-Thái Bình Dương.

## Lịch sử
YouGov được thành lập tại Anh vào tháng 5 năm 2000 bởi Stephan Shakespeare và Nadhim Zahawi.
Vào tháng 4 năm 2005, YouGov trở thành một công ty đại chúng được niêm yết trên thị trường đầu tư thay thế của Sở giao dịch chứng khoán Luân Đôn. Các cổ đông lớn của công ty là BlackRock và Standard Life Aberdeen.
Stephan Shakespeare là Giám đốc điều hành của YouGov từ năm 2010. Roger Parry là Chủ tịch YouGov từ năm 2007. Bình luận viên chính trị Peter Kellner là Tổng thống của YouGov cho đến khi ông từ chức vào năm 2016.
YouGov là thành viên của Hội đồng thăm dò Anh.

## Liên hệ với Đảng Bảo thủ Vương quốc Anh
Shakespeare, CEO của công ty, từng là ứng cử viên Đảng Bảo thủ cho Colchester; ông cũng là một đảng viên đảng Bảo thủ.
Người đồng sáng lập Nadhim Zahawi là thành viên Đảng bảo thủ của Nghị viện Stratford-on-Avon kể từ năm 2010, sau khi ông John Maples, cựu nghị sĩ về hưu. Ông gia nhập chính phủ bảo thủ vào năm 2010.
Roger Parry đã được Đảng Bảo thủ ủy nhiệm vào năm 2009 để viết một báo cáo về tương lai của truyền thông địa phương. Đề xuất của ông về truyền hình địa phương sau đó đã được Chính phủ thông qua bởi chính sách của Bộ trưởng Văn hóa Jeremy Hunt.

## Phương pháp
YouGov chuyên nghiên cứu thị trường thông qua các phương pháp trực tuyến. Phương pháp của công ty liên quan đến việc thu thập câu trả lời từ một nhóm người dùng Internet được mời và sau đó cân nhắc các phản hồi này phù hợp với thông tin nhân khẩu học. Nó thu hút các mẫu đại diện về nhân khẩu học này từ một bảng gồm 5 triệu người trên toàn thế giới, trong đó có hơn 800.000 người ở Anh. Vì các phương pháp trực tuyến của YouGov không sử dụng lực lượng trường, chi phí của nó thấp hơn một số phương pháp mặt đối mặt hoặc điện thoại.

## Độ chính xác
YouGov đã tuyên bố rằng các cuộc thăm dò ý kiến của nó là chính xác nhất khi so sánh với các đối thủ cạnh tranh của nó và đặc biệt là phương pháp trực tuyến của nó là chính xác hơn so với phương pháp bỏ phiếu truyền thống. Các nhà phê bình đã lập luận rằng, không phải tất cả mọi người đều có thể truy cập Internet, các mẫu trực tuyến không thể phản ánh chính xác quan điểm của toàn bộ dân số. YouGov quầy mà họ có một bảng đại diện và họ có thể trọng lượng dữ liệu của họ một cách thích hợp để phản ánh khán giả quốc gia rằng họ đang nhắm đến thăm dò ý kiến.